# Герольдсек (род)
Герольдсек  (нем. Geroldseck) — дворянский род из Ортенау. Родовым имением сначала был замок Альт-Герольдсек, затем замок Хоэнгерольдсек.

## История
Письменные упоминания о Герольдсеках относятся к XIII в. Семейство воспользовалось наступившим в Священной Римской империи после 1245 г. междуцарствием для укрепления своей власти между Хунсрюком и Неккаром. От наследства Гогенштауфенов семье перешли риддорфские деревни между Мальбергом и Ихенхаймом, которые с 1312 г. считались имперским феодом. С другой стороны, претензии на долину Кинциг между Целль-ам-Хармерсбахом и Хаузахом не могли быть реализованы. Около 1252 года семья унаследовала при невыясненных обстоятельствах основную территорию графства Зульц-ам-Неккар, в которую входили сеньории Шенкенцелль и Лосбург, возможно, также Бад-Риппольдзау-Шапбах.

## Герб
Герольдсек Ортенау и Вогезов имели разные гербы:
- Красный пояс на золотом поле
- Красный лев в серебряном поле, усеянном голубым гонтом

Герб вогезских Герольдсеков встречается на гербах Раппольштейнов и дома Вальдек-Пирмонтов, а также города Лар.